# 萨布罗奥姆
萨布罗奥姆（Sabroom），是印度特里普拉邦南特里普拉县的一个城镇。总人口5766（2001年）。

## 人口
该地2001年总人口5766人，其中男性2992人，女性2774人；0—6岁人口627人，其中男312人，女315人；识字率81.88%，其中男性为85.83%，女性为77.61%。